# Dokuritsu shonen gasshoudan
Dokuritsu shonen gasshoudan (独立少年合唱団, titolo internazionale: Boy's Choir) è un film del 2000 diretto da Akira Ogata.

## Trama
Primi anni Settanta. Rimasto orfano, il quindicenne Michio entra in un orfanotrofio cattolico; balbetta ed ha problemi di integrazione, ma è aiutato dall'amicizia con Yasuo, il miglior cantore del coro, che ha ancora una voce bianca.
Quando una rivoluzionaria, dinamitarda in fuga dalle autorità, si rifugerà presso uno degli insegnanti della scuola, le idee rivoluzionarie prenderanno campo nelle menti dei due ragazzi.
Yasuo, cambiata la voce per la pubertà, fingerà inizialmente di averla persa, vergognandosene; assume la direzione del coro e insieme a Michio, che ha superato la propria balbuzie, vuole vincere ad un concorso corale di Tokyo cantando un brano per incoraggiare i soldati rivoluzionari. Il maestro tuttavia riprende il controllo del coro, cercando di convincere i ragazzi che la rivoluzione non avverrà e che cantare è bello perché fine a se stesso.